# Фарнаваз I
Фарнаваз I (грузијски: ფარნავაზი) (326 - 234. п. н. е.) — је био први цар Иберије.